# Jordi Arrese
Jordi Arrese Castañé (Barcelona, 29 augustus 1964) is een voormalig professioneel Spaans tennisser.
Arrese is bekend door zijn zilveren medaille op de Olympische Spelen van 1992 in zijn geboortestad Barcelona. In de finale verloor hij in een 5-setter van Marc Rosset uit Zwitserland met 7–6, 6–4, 3–6, 4–6, 8–6.

## Enkelspel finales

### Titels (6)
| Nr. | Datum | Toernooi            | Ondergrond | Tegenstander in finale | Score          |
| 1.  | 1990  | Italië, San Remo    | Gravel     | Juan Aguilera          | 6–2, 6–2       |
| 2.  | 1990  | Tsjechië, Praag     | Gravel     | Nicklas Kulti          | 7–6, 7–6       |
| 3.  | 1991  | Spanje, Madrid      | Gravel     | Marcelo Filippini      | 6–2, 6–4       |
| 4.  | 1991  | Brazilië, Buzios    | Gravel     | Jaime Oncins           | 1–6, 6–4, 6–0  |
| 5.  | 1992  | Griekenland, Athene | Gravel     | Sergi Bruguera         | 7–5, 3–0, ret. |
| 6.  | 1993  | Griekenland, Athene | Gravel     | Alberto Berasategui    | 6–4, 3–6, 6–3  |

### Verliezend finalist(6)
| Nr. | Datum | Toernooi                                | Ondergrond | Tegenstander in de finale | Score                   |
| 1.  | 1989  | Spanje, Madrid                          | Gravel     | Martín Jaite              | 6–3, 6–2                |
| 2.  | 1991  | Italië, Genua                           | Gravel     | Carl-Uwe Steeb            | 6–3, 6–4                |
| 3.  | 1991  | Nederland, Hilversum                    | Gravel     | Magnus Gustafsson         | 5–7, 7–6, 2–6, 6–1, 6–0 |
| 4.  | 1991  | Griekenland, Athene                     | Gravel     | Sergi Bruguera            | 7–5, 6–3                |
| 5.  | 1992  | Nederland, Hilversum                    | Gravel     | Karel Nováček             | 6–2, 6–3, 2–6, 7–5      |
| 6.  | 1992  | Spanje, Olympische Spelen van Barcelona | Gravel     | Marc Rosset               | 7–6, 6–4, 3–6, 4–6, 8–6 |

## Olympische Spelen
| Olympische Spelen 1992 |                   |                         |
| Eerste ronde           | Chang Eui-Jong    | 6–4, 6–2, 6–2           |
| Tweede ronde           | Magnus Gustafsson | 6–2, 4–6, 6–1, 3–6, 9–7 |
| Derde ronde            | Renzo Furlan      | 6–4, 6–3, 6–2           |
| Kwartfinale            | Leonardo Lavalle  | 6–1, 7–6, 6–1           |
| Halve finale           | Andrej Tsjerkasov | 6–4, 7–6, 3–6, 6–3      |
| Finale                 | Marc Rosset       | 6–7, 4–6, 6–3, 6–4, 6–8 |

## Prestatietabel
| Legenda | Legenda                          |
| ------- | -------------------------------- |
| g.t.    | geen toernooi gehouden           |
| l.c.    | lagere categorie                 |
| –       | niet deelgenomen                 |
| G       | uitgeschakeld in de groepsfase   |
| 1R      | uitgeschakeld in de eerste ronde |
| 2R      | uitgeschakeld in de tweede ronde |
| 3R      | uitgeschakeld in de derde ronde  |
| 4R      | uitgeschakeld in de vierde ronde |
| KF      | uitgeschakeld in de kwartfinale  |
| HF      | uitgeschakeld in de halve finale |
| F       | de finale verloren               |
| W       | het toernooi gewonnen            |
| w-v     | winst/verlies-balans             |

### Prestatietabel grand slam, enkelspel
| Toernooi        | 1985 | 1986 | 1987 | 1988 | 1989 | 1990 | 1991 | 1992 | 1993 | 1994 | 1995 | 1996 |
| --------------- | ---- | ---- | ---- | ---- | ---- | ---- | ---- | ---- | ---- | ---- | ---- | ---- |
| Australian Open | –    | –    | –    | –    | –    | 2R   | –    | –    | –    | –    | –    | –    |
| Roland Garros   | 3R   | –    | 3R   | 2R   | 1R   | 3R   | 1R   | 1R   | 3R   | 2R   | 1R   | 1R   |
| Wimbledon       | –    | –    | –    | –    | –    | –    | 1R   | –    | –    | –    | –    | –    |
| US Open         | –    | –    | –    | –    | –    | 1R   | –    | 1R   | –    | –    | –    | –    |

### Prestatietabel grand slam, dubbelspel
| Toernooi        | 1986 | 1987 | 1988 | 1989 | 1990 | 1991 | 1992 | 1993 | 1994 | 1995 | 1996 |
| --------------- | ---- | ---- | ---- | ---- | ---- | ---- | ---- | ---- | ---- | ---- | ---- |
| Australian Open | –    | –    | –    | –    | 1R   | –    | –    | –    | –    | –    | –    |
| Roland Garros   | 1R   | 2R   | –    | 1R   | –    | –    | –    | –    | –    | 2R   | 2R   |
| Wimbledon       | –    | –    | –    | –    | –    | –    | –    | –    | –    | –    | –    |
| US Open         | –    | –    | –    | –    | –    | –    | –    | –    | –    | –    | –    |